# Tomasz Mazurkiewicz (ur. 1981)
Tomasz Mazurkiewicz (ur. 23 listopada 1981 w Sopocie) – polski piłkarz grający na pozycji pomocnika.

## Kariera
Rozegrał 16 meczów ligowych, strzelając w nich jednego gola (stan na 5 grudnia 2006). Jego debiut w I lidze miał miejsce w dniu 18 marca 2000 roku w meczu pomiędzy drużynami Legii Warszawa i Amiki Wronki, wygranym przez drużynę z Warszawy 2:0. Występował w klubie z Gdyni od lipca 2006 roku do czerwca 2009 r. W 2011 roku Mazurkiewicz grał w I-ligowym GKS Katowice, zaś w 2012 występował w Karlikowie Sopot (obecnie PDP Ogniwo Sopot).

## Reprezentacja Polski
W reprezentacji Polski Mazurkiewicz rozegrał jeden mecz. Było to 14 lutego 2003 roku w Splicie w wygranym 3:0 meczu z Macedonią. Reprezentant nr 760.
| l.p. | Data           | Miejsce | Przeciwnik         | Rezultat | Rozgrywki  | Grał   | Uwagi |
| ---- | -------------- | ------- | ------------------ | -------- | ---------- | ------ | ----- |
| 1.   | 14 lutego 2003 | Split   | Macedonia Północna | 3-0      | towarzyski | od 70' |       |